# Kanton Mantes-la-Ville
Kanton Mantes-la-Ville is een voormalig kanton van het Franse departement Yvelines. Het kanton maakte deel uit van het arrondissement Mantes-la-Jolie. Het werd bij decreet van 21 februari 2014 opgeheven met uitwerking op 22 maart 2015. De gemeenten werden in het kanton Mantes-la-Jolie opgenomen.
Het kanton Mantes-la-Ville omvatte de volgende gemeenten:
1. Mantes-la-Ville, kantoor kieskring
2. Buchelay
3. Magnanville
4. Rosny-sur-Seine